# Jaropolk Izjaslavič
Jaropolk Izjaslavič (... – 22 novembre 1087) fu principe della Rus' di Kiev. È santo per la Chiesa ortodossa russa: molti resoconti storici, prima fra tutti la Cronaca degli anni passati di Nestore di Pečers'k, testimoniano infatti che fin dalla sua morte il principe Jaropolk fu venerato dalla popolazione come un santo. Viene ricordato il 10 ottobre.

## Biografia
Figlio del gran principe Iziaslav I di Kiev, condivise l'esilio del padre quando quest'ultimo fu cacciato dalla capitale del suo regno dai suoi fratelli. Fu tuttavia molto utile alla causa paterna grazie ai suoi continui viaggi diplomatici che lo condussero a colloquio con il Re di Polonia, con l'Imperatore del Sacro Romano Impero e con papa Gregorio VII. Nel 1078 alla morte dello zio e usurpatore al trono Svjatoslav tornò con Izjaslav a Kiev e divenne inizialmente Principe di Vyžhorod (Вишгород, oggi nell'Oblast di Kiev) e, successivamente alla morte del padre, principe di Vladimir.
Vittima di una congiura, fu assassinato durante un suo viaggio nella Rus' e sepolto il 5 dicembre 1086 al monastero di San Demetrio, nella chiesa di San Pietro, di cui egli stesso aveva ordinato la costruzione.

## Matrimonio e figli
Ebbe una moglie, Cunegonda di Meißen, figlia del margravio di Meißen Ottone I e di Adela. Essi ebbero:
- Anastasija, che sposò il principe di Minsk Gleb Vseslavich della stirpe dei Rjurikidi;
- Mechtild, che sposò Günther I della stirpe di Schwarzburg;
- Jaroslav (?–1102);
- Vjačeslav (?–1104);
- Vasil'ko.

Essa poi si risposò con Cuno di Northeim, conte di Beichlingen e figlio del duca di Baviera Ottone di Northeim, e infine con Wiprecht di Groitzsch, margravio di Meißen e della marca orientale sassone e burgravio di Magdeburgo.

## Ascendenza
|                         |                       |                        | Genitori                |  |  | Nonni |  |  | Bisnonni           |  |  | Trisnonni            |  |
|                         |                       |                        |                         |  |  |       |  |  | Vladimir I di Kiev |  |  | Svjatoslav I di Kiev |  |
|                         |                       |                        |                         |  |  |       |  |  | Vladimir I di Kiev |  |  | Svjatoslav I di Kiev |  |
|                         |                       | Maluša                 |                         |  |  |       |  |  | Vladimir I di Kiev |  |  |                      |  |
| Jaroslav I di Kiev      |                       |                        |                         |  |  |       |  |  | Vladimir I di Kiev |  |  |                      |  |
|                         |                       | Rogneda di Polack      | Rogvolod Polockij       |  |  |       |  |  |                    |  |  |                      |  |
|                         |                       | Rogneda di Polack      | Rogvolod Polockij       |  |  |       |  |  |                    |  |  |                      |  |
|                         |                       | Rogneda di Polack      | …                       |  |  |       |  |  |                    |  |  |                      |  |
| Izjaslav I di Kiev      |                       | Rogneda di Polack      |                         |  |  |       |  |  |                    |  |  |                      |  |
|                         |                       | Olof III di Svezia     | Eric il Vittorioso      |  |  |       |  |  |                    |  |  |                      |  |
|                         |                       | Olof III di Svezia     | Eric il Vittorioso      |  |  |       |  |  |                    |  |  |                      |  |
|                         |                       | Olof III di Svezia     | Sigrid la Superba       |  |  |       |  |  |                    |  |  |                      |  |
| Ingegerd Olofsdotter    |                       | Olof III di Svezia     |                         |  |  |       |  |  |                    |  |  |                      |  |
|                         |                       | Estrid degli Obotriti  | …                       |  |  |       |  |  |                    |  |  |                      |  |
|                         |                       | Estrid degli Obotriti  | …                       |  |  |       |  |  |                    |  |  |                      |  |
|                         |                       | Estrid degli Obotriti  | …                       |  |  |       |  |  |                    |  |  |                      |  |
| Jaropolk Izjaslavič     |                       | Estrid degli Obotriti  |                         |  |  |       |  |  |                    |  |  |                      |  |
|                         | Boleslao I di Polonia | Miecislao I di Polonia |                         |  |  |       |  |  |                    |  |  |                      |  |
|                         | Boleslao I di Polonia | Miecislao I di Polonia |                         |  |  |       |  |  |                    |  |  |                      |  |
|                         | Boleslao I di Polonia | Dubrawka               |                         |  |  |       |  |  |                    |  |  |                      |  |
| Miecislao II di Polonia | Boleslao I di Polonia |                        |                         |  |  |       |  |  |                    |  |  |                      |  |
|                         |                       | Emnilda di Lusazia     | Dobromir di Lusazia     |  |  |       |  |  |                    |  |  |                      |  |
|                         |                       | Emnilda di Lusazia     | Dobromir di Lusazia     |  |  |       |  |  |                    |  |  |                      |  |
|                         |                       | Emnilda di Lusazia     | …                       |  |  |       |  |  |                    |  |  |                      |  |
| Gertrude di Polonia     |                       | Emnilda di Lusazia     |                         |  |  |       |  |  |                    |  |  |                      |  |
|                         |                       | Azzo di Lotaringia     | Ermanno I di Lotaringia |  |  |       |  |  |                    |  |  |                      |  |
|                         |                       | Azzo di Lotaringia     | Ermanno I di Lotaringia |  |  |       |  |  |                    |  |  |                      |  |
|                         |                       | Azzo di Lotaringia     | Elvige di Dillingen     |  |  |       |  |  |                    |  |  |                      |  |
| Richeza di Lotaringia   |                       | Azzo di Lotaringia     |                         |  |  |       |  |  |                    |  |  |                      |  |
|                         |                       | Matilde di Germania    | Ottone II di Sassonia   |  |  |       |  |  |                    |  |  |                      |  |
|                         |                       | Matilde di Germania    | Ottone II di Sassonia   |  |  |       |  |  |                    |  |  |                      |  |
|                         |                       | Matilde di Germania    | Teofano Scleraina       |  |  |       |  |  |                    |  |  |                      |  |
|                         |                       | Matilde di Germania    |                         |  |  |       |  |  |                    |  |  |                      |  |